# Bánh cốm

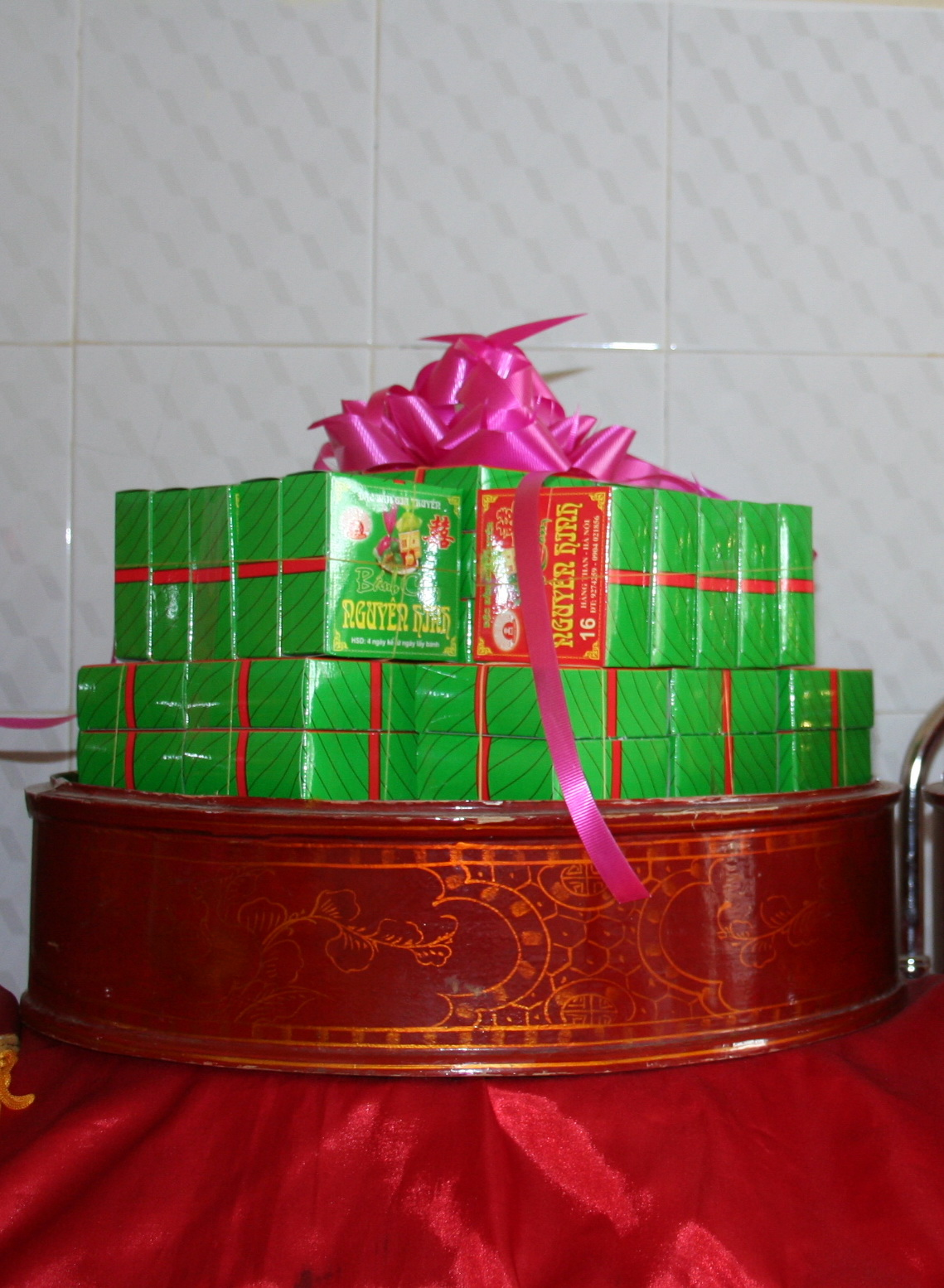
Bánh cốm es un regalo de bodas tradicional en Vietnam

Bánh cốm es un postre vietnamita elaborado con arroz y frijol mungo. Se elabora envolviendo arroz glutinoso machacado y luego de color verde alrededor de pasta azucarada de judías verdes.